# Museu Municipal de Haia
O Museu Municipal de Haia (em neerlandês:  Kunstmuseum Den Haag) é um museu de arte localizado na cidade de Haia nos Países Baixos.

## Projeto

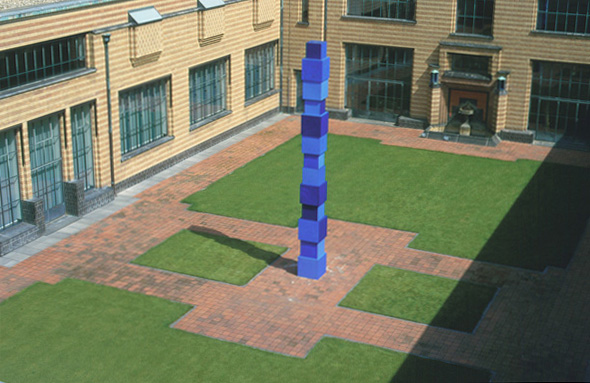
Weltachse V de Jürgen Partenheimer, instalado no museu desde 1999.

Projetado pelos arquitetos Neerlandeses Hendrik Petrus Berlage e Hendrik Enno van Gelder, o museu foi construído entre os anos de 1931 e 1935.

## Acervo

### Arte moderna
A coleção de arte moderna do museu inclui obras de artistas internacionais como: Edgar Degas, Claude Monet, Pablo Picasso, Egon Schiele, Frank Stella, Lee Bontecou, Henri Le Fauconnier, além de artistas neerlandeses: Constant Nieuwenhuys, Vincent van Gogh, Johan Jongkind, Pyke Koch, Piet Mondriaan, Charley Toorop, Jan Toorop, entre outros.

### Arte em cerâmica e vidro

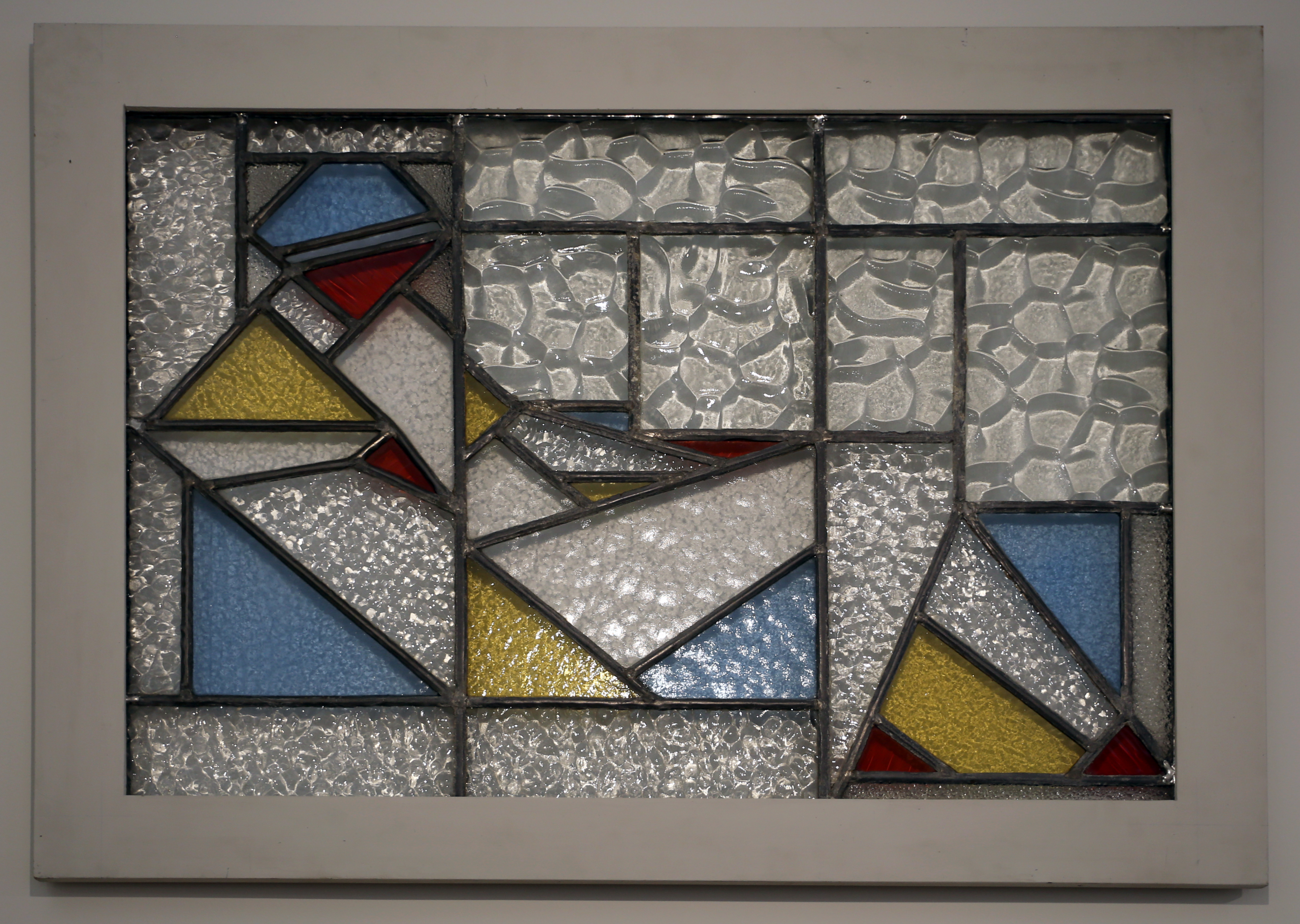
Figura reclinada em vitral, 1937.

No local pode ser vista uma das maiores coleções de Delftware (porcelana neerlandesa) do mundo. Peças selecionadas da coleção estão em exibição em uma galeria permanente que representa a arte do país na 'Idade de Ouro'. O museu também possui uma das maiores coleções de cerâmica e vidros persas da Europa.

### Sala de gravuras e impressões
O museu possui uma coleção de gravuras, pôsteres e desenhos dos séculos XIX e XX, com cerca de 50 000 itens. Inclui obras de artistas neerlandeses como Co Westerik e Jan Toorop, assim como obras de Rodolphe Bresdin, Jean-Auguste Dominique Ingres, Paul Klee, Toulouse-Lautrec, Odilon Redon e outros.

### Moda

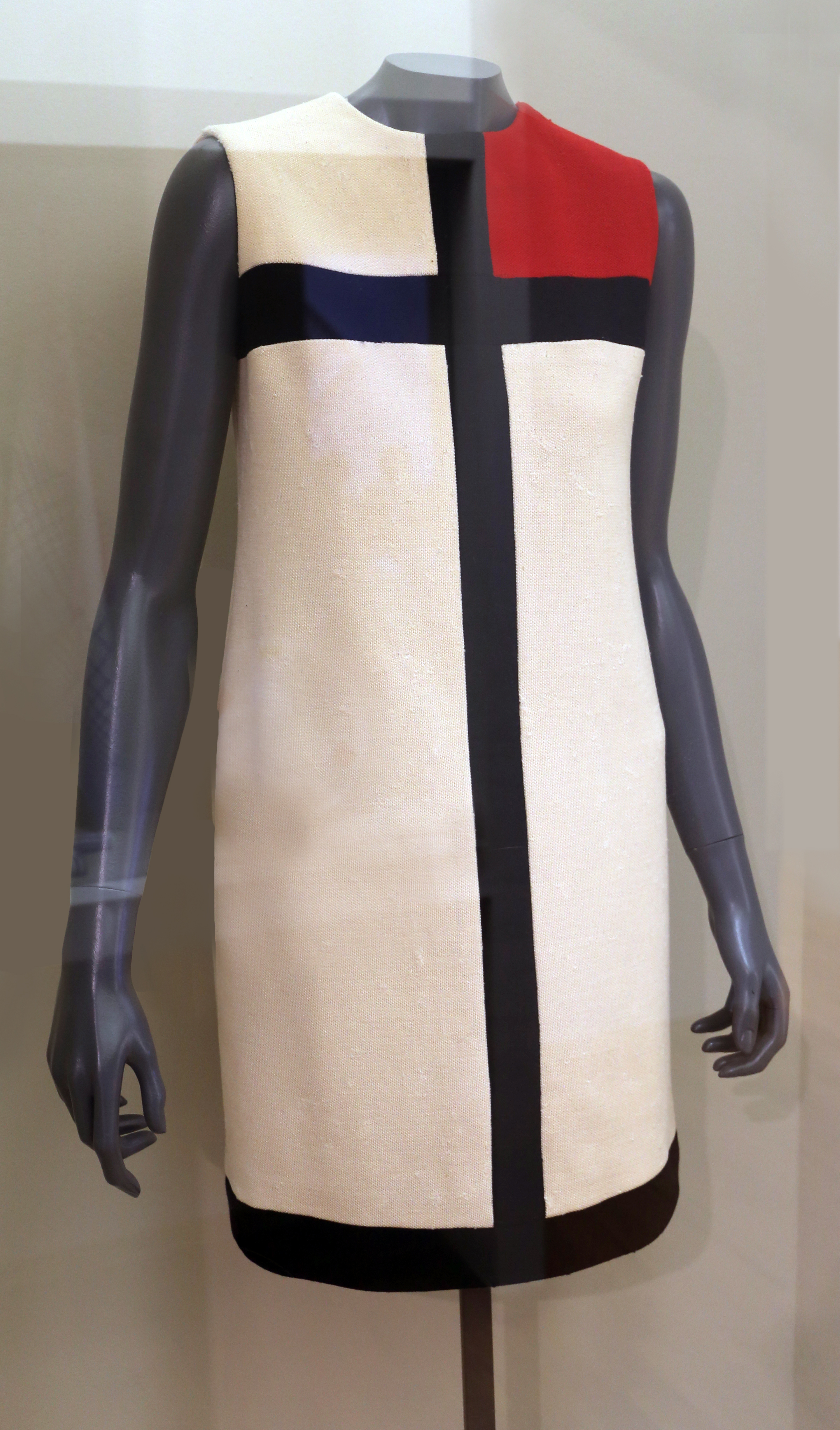
Yves Saint Laurent, vestido curto, coleção Paris de 1965.

A coleção de artigos de moda, acessórios, joias, desenhos e estampas inclui peças históricas e modernas de designers como Cristóbal Balenciaga, Coco Chanel, André Courrèges, John Galliano e Fong Leng. Por razões de conservação, os itens são mostrados apenas em exposições temporárias.

### Música
A coleção de música inclui um grande acervo de instrumentos musicais e uma biblioteca de partituras, com ênfase na música europeia. A exposição inclui fortepianos, instrumentos de sopro e cordas dedilhadas. Além disso, existem instrumentos de outras culturas e instrumentos eletrônicos contemporâneos. O conjunto de objetos conta também com gravuras, pôsteres, desenhos e fotografias relacionados à prática performática. Parte dos itens vieram do Scheurleer Music History Museum, que esteve aberto entre 1905 e 1935.